# Георгиу, Николаос Колманиатис
Николаос Колманиатис Георгиу (греч. Νικολαος Κολμανιατης του Γεωργιου, исп. José Nicolás Jorge; 6 декабря 1784, о. Идра, Греция — 24 августа 1866, Морон, провинция Буэнос-Айрес, Аргентина) — греко-аргентинский моряк, известный капитан ВМФ Аргентины и полковник аргентинской армии, участник войны за независимость Аргентины, гражданских войн Аргентины и войны с Бразилией.

## Молодые годы
Николаос Колманиатис (для удобства русского читателя, ниже его полное имя будет писаться через дефис: Николаос-Колманиатис) родился в 1784 году (по греческим данным), или же 6 декабря 1786 года (по аргентинским данным), на греческом острове Идра, известном своими морскими традициями и давшем греческому флоту несколько десятков адмиралов и капитанов, прославившихся в морских сражениях.
Остров тогда находился под османским контролем, и хоть на скалистой и бедной природными ресурсами Идре не было турецкой администрации, остров был обязан поставлять моряков на турецкий флот.
Николаос-Колманиатис женился в двадцатилетнем возрасте, служил на торговых парусниках, был призван затем на османский флот. Во время прохождения службы на османском корабле, Николаос-Колманиатис получил информацию с Идры, что кто-то домогается его супруги. Это был вопрос чести. Дезертировав с флота, Николаос-Колманиатис вернулся на остров, вызвал обидчика на поединок и убил его ножом. После чего вынужден был скрыться, избегая наказания как за убийство, так и за дезертирство.

## Странствия Николаоса-Колманиатиса Георгиу
Есть информация, что, эмигрировав из турецких пределов, Георгиу жил на Мальте, а затем в Неаполитанском королевстве. Примкнув к неаполитанским революционерам, Николаос-Колманиотис был вынужден, в связи с этим, впоследствии бежать из Неаполя. Его имущество было конфисковано. Николаос-Колманиатис служил некоторое время и на русском флоте.
В 1811 году Николаос-Колманиатис поселяется в городе Буэнос-Айрес, Аргентина и регистрируется как старший боцман.

## Морская кампания 1814 года

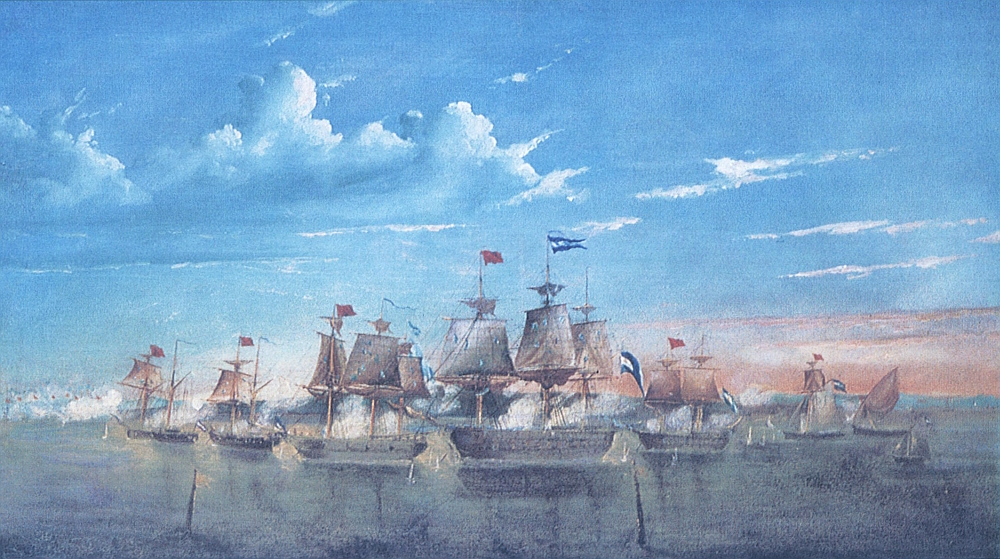
Combate de Martín García.

С началом военных действий аргентинцев (ла-платианцев) против испанского флота, базировавшегося в городе Монтевидео, Николаос-Колманиатис Георгиу примкнул к повстанцам. Испаноязычные креолы стали звать его на свой манер: Николас Хорхе (Nicolás Jorge). В феврале 1814 года он участвовал под командованием Бенджамина Франклина Сивера (Benjamin Franklin Seaver) в захвате кораблей монархистов San Luis и San Martín.
В кампанию 1814 года, под командованием адмирала Брауна, Николас Хорхе участвовал в победном морском сражении при острове Мартин-Гарсия (Martín García) (10-11 марта 1814 года).
На борту корабля «Св. Троица» (Santíssima Trinidad) он участвовал в сражении при Арройо-де-ла-Чайне (Arroyo de la China) (28 марта 1814 года). После того, как адмирал Нодер был убит, а принявшие командование капитаны Смит и Серретти были ранены один за другим, командование кораблем принял Николас Хорхе. Далее, он участвовал в боях 14—17 мая 1814 года у Монтевидео, повлекших за собой сдачу города 20 июня, и получил две правительственные награды за эти бои.

## 1815—1817 годы
Николас Хорхе продолжает свою службу на борту голета «Dolores». 24 декабря 1816 года он получает звание мичмана. В 1817 году, будучи капитаном корабля «San Luis», производит досмотр судов в акватории оккупированного португальцами Монтевидео.

## Кампания в провинцииЭнтре-Риос(1817—1818)
В ноябре 1817 года Николас Хорхе, выполняя приказ Буэнос-Айресского правительства, доставил на своём судне оружие и боеприпасы повстанцам, действовавшим против протектора Федеральной Лиги (объединявшей северные провинции Ла-Платы), уругвайско-аргентинского 
национального героя, лидера Нации Гаучо - Хосе Хервасио Артигаса. Колманиатис выгрузил оружие в порту Лос-Толдос, на юге Энтре-Риос, и встал на якорь. Однако, повстанцы не решились атаковать войска Эстебана Рамиреса (губернатор Энтре-Риос, союзник Артигаса, впоследствии предавший его) и отсиживались под прикрытием орудий капитана Хорхе. Вскоре они потерпели поражение в сражении при Арройо-Кебаллос (Arroyo Ceballos)

## Кампания против провинцииСанта-Фе(1818—1819)
Николас Хорхе участвовал в кампании против федералистов провинции Санта-Фе с сентября 1818 по 1819 год.

## Кампания против республики Энтре-Риос (1821)
В январе 1821 года Николас Хорхе принял командование бригом «Chacabuco» и 26 апреля бриг под его командованием участвовал в сражении при Коластинье (Colastiné) против Мануэля Монтеверде (Manuel Monteverde), командующего ВМФ республики Энтре-Риос... По завершении кампании, Хорхе ушел в резерв (в связи с военной реформой 1822 года).

## Война с Бразилией (1825—1828)

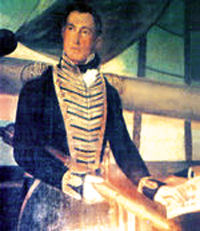
Brown (óleo de F.Goulu, 1825).

С началом войны, 11 декабря 1825 года, Хорхе снова был призван на флот, под командование адмирала Брауна, и ему поручили командование канонеркой N11. Это было одно из 12 аргентинских судов, с громким именем «канонерка», имевших только одно 18-футовое орудие на баке... Но уже в феврале 1826 года Николас Хорхе принял командование бригом «Balcarce», после смерти его капитана.
27 апреля Хорхе, войдя в порт Монтевидео, принял участие в атаке на 52-орудийный фрегат «Emperatriz».
10 июня корабль Николаса Хорхе и еще один голет, выйдя из Буэнос-Айресского порта, пробились сквозь строй 31 бразильских корабля и приняли участие в сражении при Лос-Позос (Los Pozos).

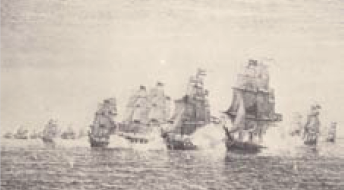
Combate de Quilmes.

После этого бриг Николаса Хорхе принял участие в сражении при Куильмесе (Quilmes).

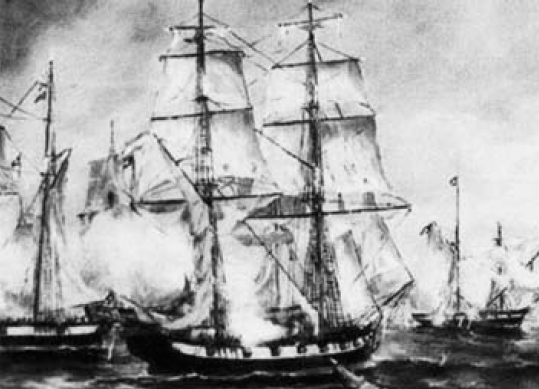
Batalla de Juncal.

8-9 мая 1827 года Николас Хорхе участвовал в сражении при Хункале (Juncal).
В июне 1827 года Хорхе принял командование голетом Esperanza (Надежда), а в августе - трофейным голетом «18 de Enero» (18-е Января) - бывшим Doze de Outubro (12-е Октября), захваченным при Хункале.
В сентябре 1827 года Николас Хорхе участвовал в походе в провинцию Санта-Фе Всего же, к концу войны с Бразилией, он принял участие в 21 морском сражении.

## Аргентинская Конфедерация (1835—1852)
С 1835 года Николас Хорхе в резерве… В 1839 году он был снова призван, но в артиллерию. Как командир артиллерии, он участвовал в сражении при Дон-Кристобале (Don Cristóbal, 1840) против повстанцев Хуана Лавалле (Juan Lavalle). 15 июля 1840 года, имея звание полковника, Хорхе участвовал в сражении при Саусе-Гранде (Sauce Grande).
В феврале 1840 года адмирал Браун становится командующим флотом Конфедерации, и призывает Хорхе снова на флот. Командуя бригом Echagüe", Хорхе принял участие в сражении при Санта-Лючии, 3 августа 1841 года
Участвовал Николас Хорхе и в сражении у Монтевидео 9 декабря, когда был захвачен Cagancha — один из лучших кораблей уругвайцев .
В феврале 1842 года, командуя голетом Chacabuco, Хорхе принял участие в сражении при Коста-Брава (Costa Brava), 16 июля 1842 года, против отрядов Джузеппе Гарибальди. Хорхе продолжал участвовать в операциях аргентинского флота вплоть до 1844 года.

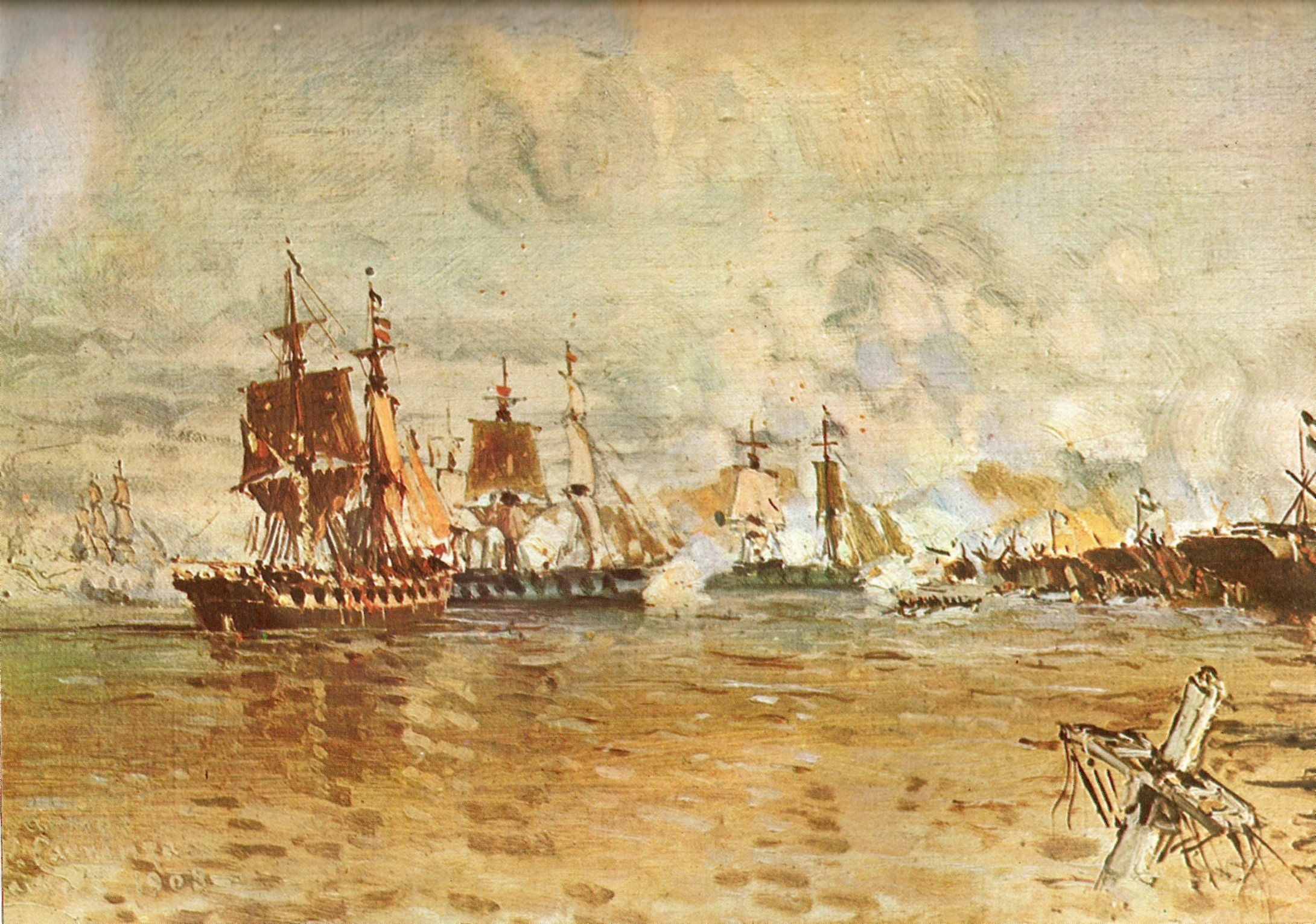
Batalla de la Vuelta de Obligado.

В ноябре 1845 года, во время франко-британского вмешательства, Николас Хорхе возглавил флотилию, которая защищала проход Вуэльта-де-Облигадо (Vuelta de Obligado).
В 1852 году Николас Хорхе дважды уходил в отставку и дважды снова призывался. Наконец, 11 октября этого же года он ушел окончательно в отставку, будучи старым и больным.

## Последние годы (1857—1866)
Президентским приказом от 16 апреля 1860 года, Николаос Колманиатис Георгиу (Николас Хорхе), в звании капитана и полковника флота, был назначен комендантом гарнизона города Парана, который был тогда столицей Аргентинской Конфедерации. С этой должности он ушёл на пенсию в 1861 году. Оставшиеся годы своей жизни Хорхе-Георгиу прожил в селе Морон, провинция Буэнос-Айрес.

## Память
- В 1890 году командование ВМФ Аргентины назвало его именем миноносец (ARA Jorge).
- Его имя носят улицы в Буэнос-Айресе и городе Адрогуэ (Adrogué).
- В память Николаоса Колманиатиса Георгиу, а также его земляка Петроса Спиру — героя аргентинского флота и войны за независимость Аргентины, греческая община Аргентины в 1934 году установила обелиск на острове Мартин-Гарсия.
- Скромный барельеф Николаоса Колманиатиса Георгиу установлен также и на его родине, острове Идра.
- Салют возле острова Идры в честь двух её сыновей, героев аргентинского флота входит в программу кругосветок учебного парусника ВМФ Аргентины ARA Libertad (Q-2).